# Bosbrug (Den Haag)

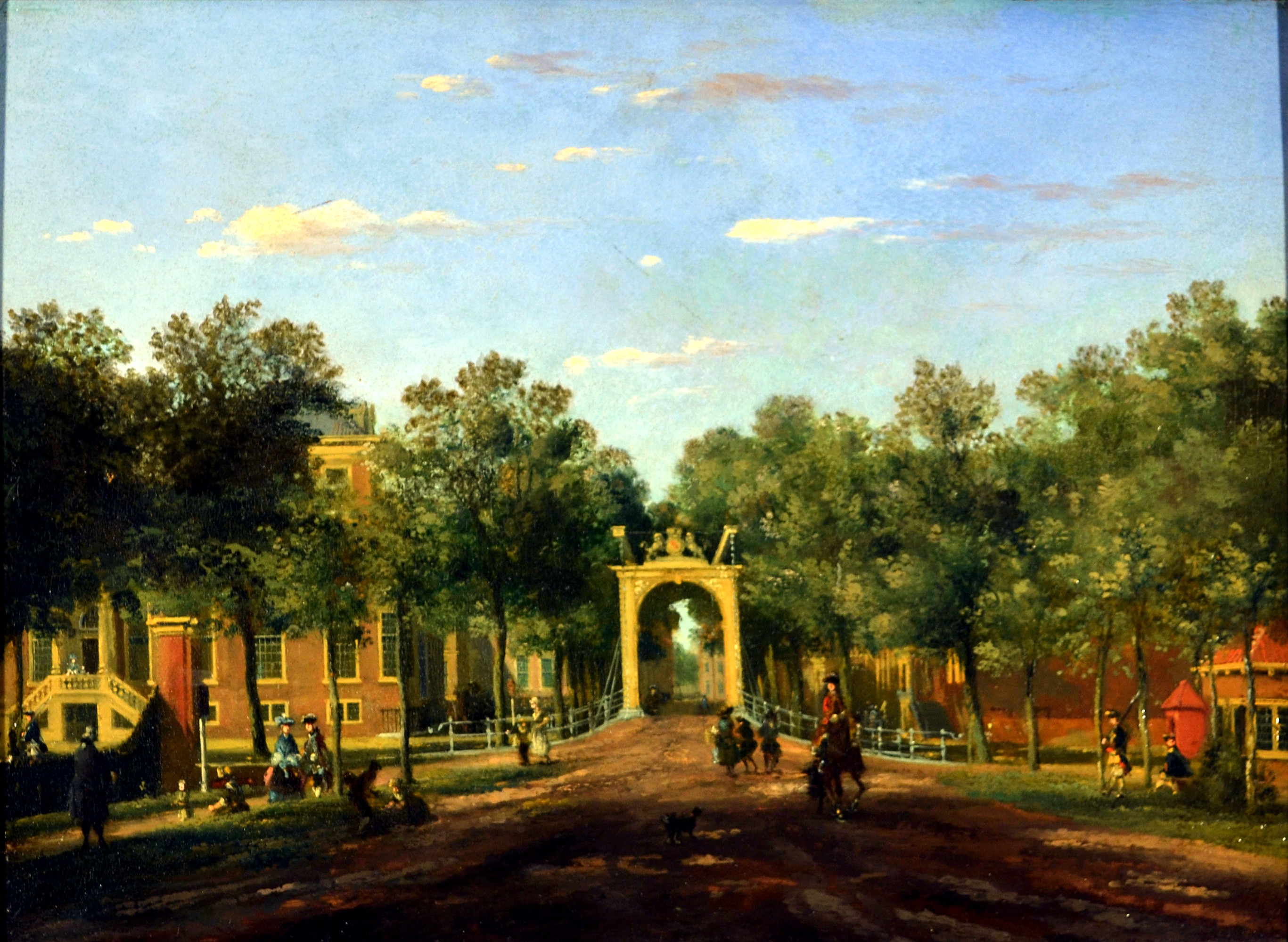
De Bosbrug in de 18e eeuw, schilderij van Jacob Elias la Fargue (1735-±1778)

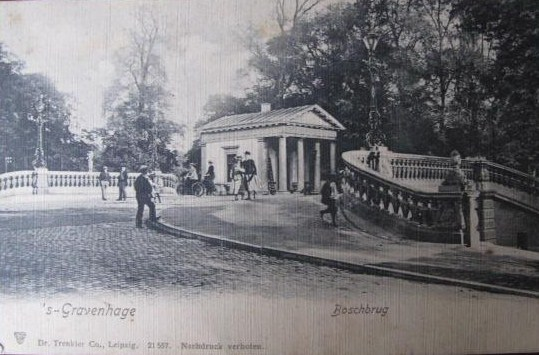
De Bosbrug met het Wachtje in 1914

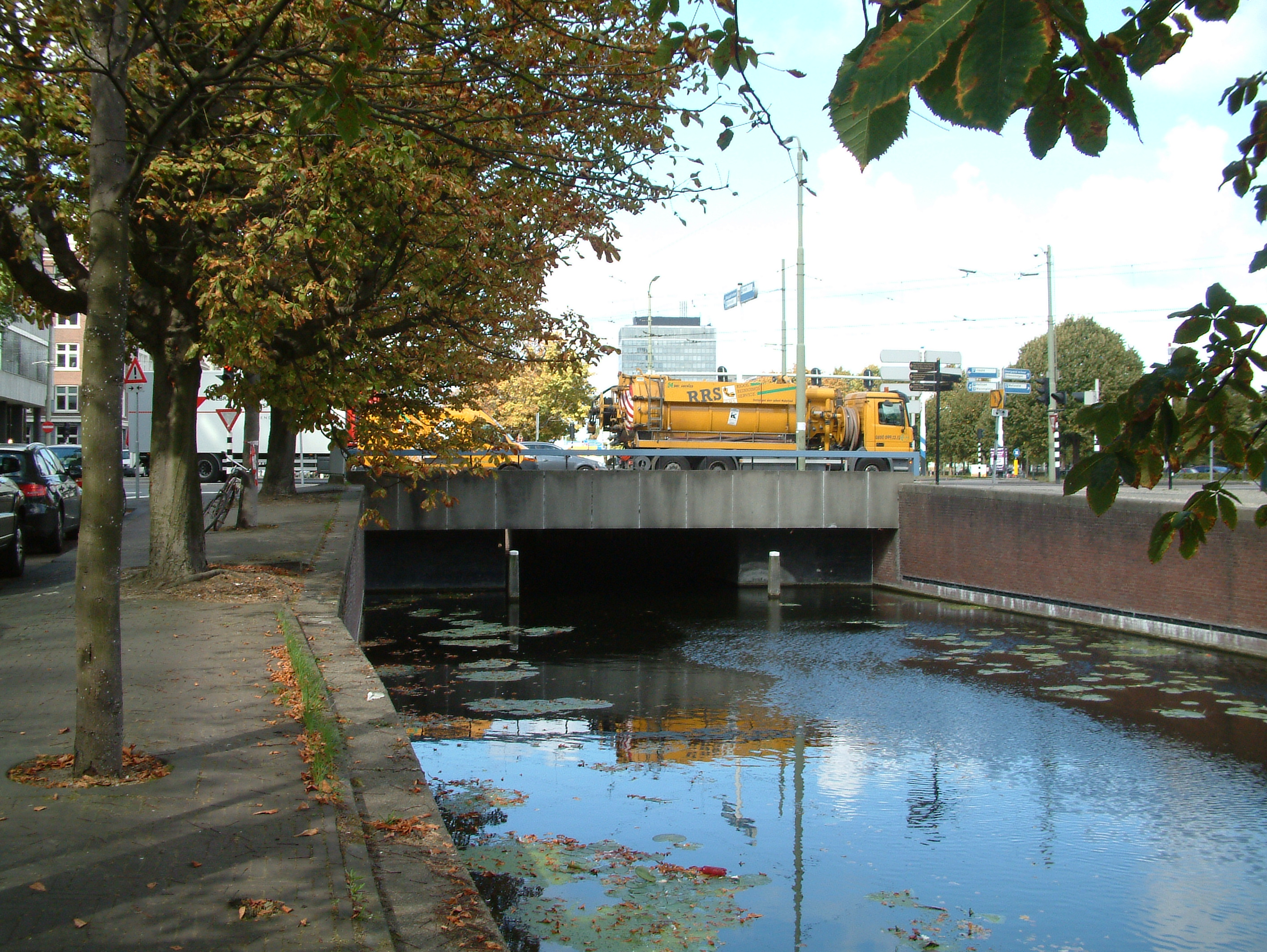
De Bosbrug tot de vernieuwing in 2013

De Bosbrug is een van de oudste brugverbindingen in Den Haag. De brug over de Prinsessegracht verbindt het Korte Voorhout met het Malieveld. Komend uit het centrum kruist men voor de brug de straat Prinsessegracht, aan de overkant van de brug komt men op de Koningskade.

## Geschiedenis

### Ophaalbrug
De oudste brug over wat aanvankelijk de Singel heette, was een ophaalbrug, voorzien van het wapen van Den Haag, geflankeerd door twee stenen leeuwen.
Op 20 september 1787 keerde erfstadhouder Willem V over de Bosbrug terug naar Den Haag, nadat de patriotten gevlucht waren. Toen hij bij het Haagse Bos aankwam, werd hij verwelkomd door prinsgezinde Hagenaars, die de paarden uitspanden en zelf de koets naar de stad trokken.

### Oude brug
De eerste vaste brug dateert uit ongeveer 1834, toen de aanleg van de Prinsessegracht werd voltooid. Hij was bestraat met keien en had een opengewerkte stenen balustrade. Ook was er een wit wachthuisje (Het Wachtje)(voor soldaten) met een open galerij. De gevel was gesierd met een timpaan en vier zuilen. Het werd tijdens de Tweede Wereldoorlog beschadigd en daarna afgebroken.
Voor de Eerste Wereldoorlog waren er nog geen tramrails op de brug. Van 1 mei 1928 tot 9 november 1961 reed tramlijn I² van de Gele Tram van het Haagse centrum via Wassenaar naar Leiden over de Bosbrug. Vanaf 1931 wordt de Bosbrug gebruikt door diverse stadstramlijnen; 1 (2e), 2 (2e) 3 (1e), 15 (4e), 21, en na 1970 lijn 1 (3e) 9, 12 (2e), 15 (6e), 16 en 17 (5e). De sporen van de Tramlijn Leiden - Voorschoten - Scheveningen van de Blauwe Tram (1924-1961) liepen langs, maar niet over de brug. Zij kruisten vlak naast Het Wachtje de sporen van de Gele Tram, maar niet die van de stadstram.

### Nieuwe brug
Van 7 januari tot 15 december 2013 werd de brug vervangen. Daarbij werd de ligging van de tramsporen gewijzigd om het passeren van een breder tramtype mogelijk te maken. Ten behoeve van Veteranendag werd er in dat jaar een tijdelijke baileybrug gebouwd.